# TechnologiCS
TechnologiCS — специализированный программный продукт, предназначенный для использования на производственных предприятиях. Разработан компанией ЗАО «СиСофт Девелопмент»(Россия) и распространяется как коммерческое программное обеспечение.
Позволяет обеспечить непрерывную информационную поддержку основных бизнес-процессов предприятия, таких как электронный архив и документооборот предприятия, конструкторско-технологическая подготовка, планирование и управление производством (в том числе непосредственно в цехах и на участках), контроль производственного процесса, управление качеством и сопровождение выпущенной продукции).
Позволяет соответствующим службам завода работать в режиме реального времени с одной системой и физически единой базой данных, обеспечивая тем самым оперативность и согласованность действий на всех стадиях — от принятия заказа до отгрузки продукции заказчику.
TechnologiCS является полноценной системой PLM, соответствующей стандарту ИСО 9004−1-94 «Управление качеством и элементы системы качества».

## Разработчик
СиСофт Девелопмент (ранее — Consistent Software Development) — разработчик программного обеспечения для рынка САПР в области машиностроения, промышленного и гражданского строительства, архитектурного проектирования, землеустройства и ГИС, электронного документооборота, обработки сканированных чертежей, векторизации и гибридного редактирования.

## Достоинства, недостатки и особенности TechnologiCS
Достоинства системы TechnologiCS
- Система является комплексной и охватывает всю последовательность задач, начиная от разработки конструкторской спецификации до выдачи заданий в производство и отслеживания фактического хода работ[7].
- Система является инвариантной по отношению к пользователям. Возможности системы задействуются пользователем по мере необходимости, в зависимости от текущих задач[8][7].
- При необходимости, возможна глубокая настройка под специфические требования конкретного предприятия или для интеграции с другими программными продуктами и системами[7].
- Для формирования отчётов может использоваться Apache Open Office, Libre Office, MS Excel[9].

Недостатки системы TechnologiCS
* Сложный базовый интерфейс конечного пользователя, который должен быть адаптирован администратором под конкретные требования в процессе развёртывания
* Отсутствует WEB-интерфейс программы.
- Особенности системы TechnologiCS:

* Универсальная система, применимая для различных видов производств.
* Открытая система. Для настройки справочников, импорта/экспорта данных, настройки прав доступа и рабочих мест пользователей и т. д. не требуется глубоких познаний в области СУБД и программирования.
* Обладает современной архитектурой. Работает в локальной сети предприятия. Не требует больших ресурсов пользовательских компьютеров (достаточно возможностей обычного офисного ПК). В то же время обеспечивает одновременную работу большого количества пользователей с большими объёмами данных и сложными изделиями.
* Система являясь единой, имеет более 10 конфигураций. Конфигурация (а соответственно и стоимость лицензии для каждого рабочего места) выбирается в зависимости от того, насколько полно на данном рабочем месте задействуются функциональные возможности системы. Все лицензии «плавающие», ограничивается только количество пользователей, одновременно работающих в системе.
* Система TechnologiCS имеет сертификат ФСТЭК, позволяющий использовать её в программно-аппаратных комплексах, аттестованных по классу «1Г».

## Функциональные возможности
Физически единая система TecnologiCS логически может быть разделена на следующие модули, различающинся своими функциональными возможностями.

### Управление нормативно-справочной информацией (MDM)
•создание и ведение общезаводских электронных справочников: применяемые материалы, стандартные изделия, оборудование, инструмент и средства оснащения (в том числе собственного изготовления), выпускаемые изделия, сборочные единицы, детали и т. д.);
•возможность использовать графические изображения, 3D модели, создавать иллюстрированные справочники и каталоги, присоединять связанную документацию, хранящуюся в электронном архиве;
•мощная универсальная поисковая система: контекстный поиск, поиск по любым характеристикам объекта, построение выборок, фильтров, поиск по внешнему виду;
•доступ (при наличии соответствующих прав) к полной информации об объекте в одном окне: характеристики, описание, состав, применяемость, технология изготовления, нормативы, чертежи, модели и прочая документация в электронном виде (если есть);
•возможность создания централизованного электронного архива применяемой на предприятии нормативно-справочной документации.

### Управление данными об изделии (РDM)
- Управление техническими данными (TDM) и работами

•создание структурированного защищённого электронного архива технической документации;
•ведение электронной картотеки документов, быстрый поиск, подборка документов по различным критериям, мгновенный доступ к необходимым документам с любого рабочего места (при наличии прав доступа);
•управление состоянием документов, возможность проведения согласования и изменения документов в электронном виде, поддержка версионности документов, хранение истории движения электронных документов;
•автоматическое распределение прав на просмотр и редактирование документов в зависимости от: места хранения, текущего состояния, наличия электронных подписей, роли конкретного пользователя при работе с системой;
•связь документов с соответствующими деталями, изделиями, спецификациями, техпроцессами в БД TechnologiCS;
•возможность использования для создания/редактирования/просмотра электронных документов различных инженерных САПР (CAD/CAM/CAE систем);
•встроенная подсистема управления проектами: возможность вести структуру проектов (графики работ), распределять задания между пользователями, контролировать их выполнение.
- Управление инженерными данными (EDM) и технической информацией (TIM)

•встроенная подсистема ведения конструкторских спецификаций, разработка единичных и групповых спецификаций, работа с исполнениями;
•автоматизированное формирование документации (текстовой) в соответствии с необходимым стандартом (например, ЕСКД);
•разузлование, автоматическое построение древовидной структуры изделия по спецификациям, возможность работы с полным составом изделия, построения выборок из входящих деталей по определенным условиям или характеристикам (например, все детали с определенным видом покрытия, все стандартные изделия и т. п.);
•возможность работы с 3D моделями, чертежами и другими электронными документами непосредственно из режимов работы со спецификацией или структурой изделия;
•контроль входимости и применяемости любых позиций в рамках конкретного изделия или по всем изделиям;
•автоматизированное формирование сводной документации, например: ведомость спецификаций, ведомость документации, ведомость стандартных изделий и т. д.

### Технологическая подготовка производства (CAPP)
- Разработка технологических процессов

•работа с БД конструкторских спецификаций и чертежей (непосредственно при проектировании технологии и в любом другом режиме работы), с учётом прав доступа;
•разработка технологических процессов, поддержка различных вариантов организации технологической подготовки: с расцеховкой, без предварительной расцеховки, разработка сквозных техпроцессов, коллективная разработка техпроцесса несколькими технологами (бюро) и т. п., возможность эффективной разработки ТП для различных видов производства;
•разработка техпроцессов с различной степенью детализации в зависимости от задач предприятия: маршрутная, маршрутно-операционная, операционная технология; возможность наличия нескольких альтернативных техпроцессов изготовления для одной детали;
•различные режимы для эффективной разработки техпроцессов: диалоговый, с использованием мастеров проектирования, по аналогу, из фрагментов ТП других деталей, на основании ТП комплексной детали и т. д.;
•ведение типовых и групповых технологических процессов;
•автоматизированное формирование комплектов технологической документации различного назначения и степени сложности (более 50 настроенных бланков документов в соответствии с ЕСТД + возможность создавать свои бланки документов и комплекты);
•возможность встраивать собственные алгоритмы для проведения различных расчетов;
•создание единой БД технологических процессов и решений, справочника типовых элементов технологических процессов для быстрого проектирования ТП на новые детали;
•автоматическое формирование различных сводных материальных ведомостей: специфицированных, подетальных, по цехам-потребителям, по изделиям и т. д.;
- Материальное и трудовое нормирование

•автоматизированный расчет массы заготовки и нормы расхода для деталей из сортового металлопроката, труб, листов; возможность подключения собственных алгоритмов для расчета норм расхода;
•различные способы ведения норм расхода вспомогательных материалов, норм расхода материалов по типовым и групповым техпроцессам (нанесение покрытий, сварки и т. д.);
•различные варианты нормирования материалов и трудоёмкости: вручную, по нормировочным таблицам, автоматически с использованием предварительно заданных алгоритмов расчета;
•встроенная подсистема расчета технически обоснованной трудоёмкости для механической обработки для серийных производств;
•автоматический расчет сводной трудоёмкости и формирование различных ведомостей: по изделию, подетальные, по цехам/участкам, по видам работ, по моделям оборудования и т. д.;
•ведение БД материальных и трудовых нормативов в соответствии с применяемыми технологическими процессами изготовления;
•проведение сводной калькуляции нормативных материальных и трудовых затрат на деталь/узел/изделие/заказ.

### Планирование и производство
- Планирование производственных ресурсов (MRP)

•составление планов производства (MPS), ведение производственных программ и их анализ на предмет выполнимости;
•ведение производственных мощностей по оборудованию и работникам, получение сводной информации о мощностях (CRP);
•расчет технологического цикла изготовления заказа;
•ведение производственных спецификаций (BOM) конкретных заказов с учётом изменений в комплектации, кооперации, изменений технологий изготовления и т. д., автоматизированное формирование структуры заказа по конструкторским спецификациям с возможностью последующей корректировки в процессе производства;
•планирование материальных потребностей (MRP) и трудоёмкости по производственным спецификациям заказов в различных разрезах;
- Управление производством (MRP + MES)

•ведение производственного состава изделий, учитывающего необходимую степень детализации и технологические особенности изготовления (например, последовательность сборки);
•возможность объединения деталей и узлов в партии по произвольным конструктивным или технологическим признакам;
•автоматизированное формирование номенклатурных планов цехов и участков;
•возможность переназначения работ между цехами/участками, с автоматическим пересчётом потребностей в материалах и трудоёмкости;
•автоматизированное формирование различной документации для производства: маршрутные листы (сопроводительные карты), комплектовочные карты, заявки на материалы и комплектующие и т. д.;
•автоматизированная генерация различных электронных документов для подсистемы складского учёта TechnologiCS (заявки на отпуск материалов в производство, ордера, накладные и т. п.);
•возможность распределения технологических операций по конкретным работникам или единицам оборудования;
•прямой доступ из режимов работы с производственными планами подразделения к другим имеющимся в системе данным о соответствующих деталях, документах, техпроцессах и т. д.;
•возможность вести учёт выполнения производственных планов при необходимости с точностью до технологических операций (SFC);
•возможность подключения штрих-кодового оборудования для автоматизации ввода данных;
•контроль фактических показателей: выполнение заказа в разрезе изготовленной номенклатуры, закрытой трудоёмкости, в разрезе участвующих подразделений (цехов/участков), итоговая выработка за период по работникам, по единицам оборудования и т. д.;
•возможность визуализации плановых, текущих, фактических показателей производства в различных вариантах;
•ведение информации о возникновении брака, с указанием видов и причин брака;
•возможность накопления статистики, отражающей фактическое изготовление (выполненные операции, брак, исполнители и т. д.) для последующего анализа статистическими методами по стандартам ISO 9000;

### Управление складом (WMS)
•выполнение операций прихода, расхода, перемещения товарно-материальных ценностей с оформлением соответствующих документов, в качестве точки учёта может выступать любое подразделение: склад, цех, участок, кладовая и т. д.;
•возможность настройки и создания собственных учётных документов и операций, работа со специфическими для производства и сложными учётными операциями (последовательностями операций): списание в производство, возврат из производства, пересортица, переоценка и т. д.;
•ведение товарных групп, карточек учёта и учётных цен, возможность различной классификации одной и той же номенклатуры в разных подразделениях;
•возможность организации партионного учёта и учёта по серийным номерам;
•контроль остатков в различных разрезах: по подразделениям, по номенклатуре, по товарным группам, по партиям, по серийным номерам, по работникам;
•отслеживание истории движения по номенклатуре, по партиям, по серийным номерам;
•динамическое формирование и просмотр на экране оборотных ведомостей за любой период времени в разрезе отдельного склада, нескольких складов, товарной группы и т. д.;
•возможность настройки и работы со специальными документами («расчётными»), которые не влияют на остатки, но объединяют по определенному принципу учётные документы и операции учёта, например, лимитно-заборные карты, карты комплектации заказа и т. п. С помощью расчётных документов можно эффективно решать, например, такие задачи, как отслеживание соответствия заявленных и фактически выданных на заказ материалов и комплектующих;
•возможность как ручного, так и автоматизированного создания и заполнения различных документов подсистемы складского учёта. Например, автоматизированное формирование содержания заявки на отпуск материалов на заказ на основании рассчитанной в соответствии с производственной программой потребности подразделения в материалах;
•возможность подключения штрих-кодового оборудования для автоматизации ввода данных;
•возможность связи с документами, хранящимися в электронном архиве, например, партии материала с сертификатом на него (отсканированным);
•возможность контроля фактически израсходованных на производство ТМЦ в натуральном и денежном выражении.

### Управление состояниями
•настройка списка состояний, возможных для номенклатуры (например, различные возможные виды ремонта и технического обслуживания);
•возможность составления и ведения планового графика состояний для каждого экземпляра (серийного номера) номенклатуры (например: для станков — графики планово-предупредительных ремонтов, для продукции — графики планового ТО и т. п.) и ведения отметок о его фактическом выполнении;
•возможность связывать состояния номенклатуры с расчётными документами подсистемы складского учёта, используется, например, для планирования необходимых для ремонта/обслуживания материалов и комплектующих, отслеживания фактически истраченных и т. д.;
•возможность построения различных отчётов (по планируемым ремонтам, по фактически проведенным и т. д.).

### Статьи
- CADMAster: TechnologiCS. Оперативный учёт и применение штрих-кодирования в производстве, Константин Чилингаров, 2008;
- CADMAster: Конфигурирование изделий на заказ в системе TechnologiCS, Константин Чилингаров, 2007;
- CADMAster: МПО имени И. Румянцева. Информационная система предприятия — единство непохожих, Дмитрий Докучаев, 2008;
- CADMAster: ВолгАэро, Дмитрий Докучаев, 2008;
- CADMAster: Выбор, устремленный в будущее, Александр Драговишко, Юрий Ибраев, 2010.
- САПР и Графика: Решения в области подготовки производства — от индивидуального к типовому, Дмитрий Докучаев, Елена Докучаева, 2012.
- Компьютер Пресс: TechnologiCS: опыт внедрения в ЗАО «ВолгАэро» (недоступная ссылка), Павел Бехер, Андрей Травин, 2006.